# Grupul de Armate Sud

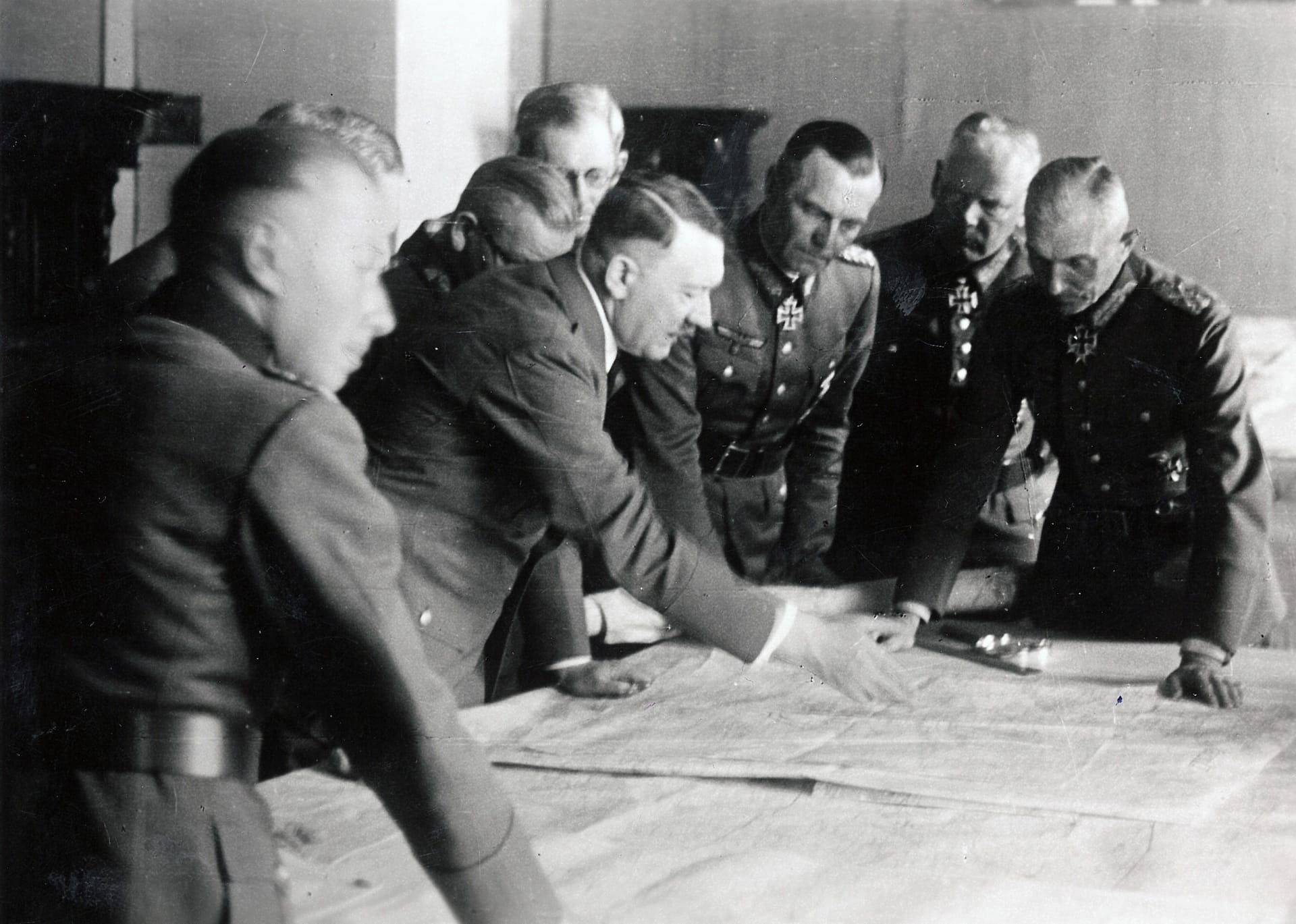
Adolf Hitler în vizită la cartierul general al Grupului de Armate Sud în iunie 1942.

Grupul de Armate Sud (în limba germană: Heeresgruppe Süd) a fost un grup de armate german în timpul celui de-al Doilea Război Mondial.
Germania a folosit două grupuri de armate în atacul împotriva Poloniei din 1939: Grupul de Armate Nord și Grupul de Armate Sud. În această campanie, Grupul de Armate Sud a fost condus de Gerd von Rundstedt iar șeful statului său major a fost Erich von Manstein. 
La începutul Operațiunii Barbarossa, Grupul de Armate Sud a fost unul dintre cele trei grupuri de armate care au invadat Uniunea Sovietică. Atacul avea să se prelungească în perioada 1941-1945, în ciuda planurilor inițiale germane. Sovieticii au denumit luptele de pe frontul de răsărit "Marele Război Patriotic" prin analogie cu Războiul Patriotic din 1812. 
Principalul obiectiv al acestui grup de armate a fost cucerirea Ucrainei și a capitalei acesteia, Kiev. Ucraina era una dintre cele mai importante zone industriale și agricole ale URSS-ului. Ucraina ere considerată de Hitler ca o zonă agricolă potrivită pentru îndeplinirea planurilor cu privire la Lebensraum (spațiul vital). 
Grupul de Armate Sud a înaintat spre râul Volga, ușurând sarcinile Grupului de Armate Nord și a Grupului de Armate Centru în avansarea lor spre obiectivele Leningrad și respectiv Moscova. 
Pentru ducerea la îndeplinire a sarcinilor inițiale, Grupul de Armate Sud includea:
- Armata I Panzer Germană,
- Armata a 16-a Germană,
- Armata a 17-a Germană,
- Armata a 18-a Germană,
- Armata a 3-a Română,
- Armata a 4-a Română.

Armata a 6-a Germană (condus de gen. Fretter Pico), cea care avea să lupte în Bătălia de la Stalingrad, avea să facă și ea parte la un moment dat din Grupul de Armate Sud. 
În 1942, Grupul de Armate Sud a fost împărțit în Grupul de Armate A și Grupul de Armate B. Grupul de Armate B a fost rebotezat la un moment dat "Grupul de Armate Sud". 
La sfârșitul celui de-al doilea război mondial în Europa, Grupul de Armate Sud a fost redenumit "Grupul de Armate Ostmark", în acea perioadă fiind angrenată în luptele pentru apărarea Austriei. Acest grup de armate a fost unul dintre ultimele mari formații militare care s-au predat Aliaților.

## Comandanți

### Comandanți
- 1 septembrie - 15 octombrie 1939, Generalfeldmarschall Gerd von Rundstedt
- 10 iunie - 1 decembrie 1941, Generalfeldmarschall Gerd von Rundstedt
- 1 decembrie 1941 - 16 ianuarie 1942, Generalfeldmarschall Walther von Reichenau
- 16 ianuarie - 13 iulie 1942, Generalfeldmarschall Fedor von Bock
- februarie 1943 - 31 martie 1944, Generalfeldmarschall Erich von Manstein
- 31 martie - 4 aprilie 1944, Generalfeldmarschall Walter Model
- 23 septembrie - 28 decembrie 1944, Generalfeldmarschall Johannes Frießner
- 28 decembrie 1944 - 25 martie 1945, Generalfeldmarschall Otto Wöhler
- 25 martie - 2 aprilie 1945, Generalfeldmarschall Lothar Rendulic